# Baru Sri Menanti
Baru Sri Menanti is een bestuurslaag in het regentschap Sungai Penuh van de provincie Jambi, Indonesië. Baru Sri Menanti telt 922 inwoners (volkstelling 2010).